# Khartoum (delstat)

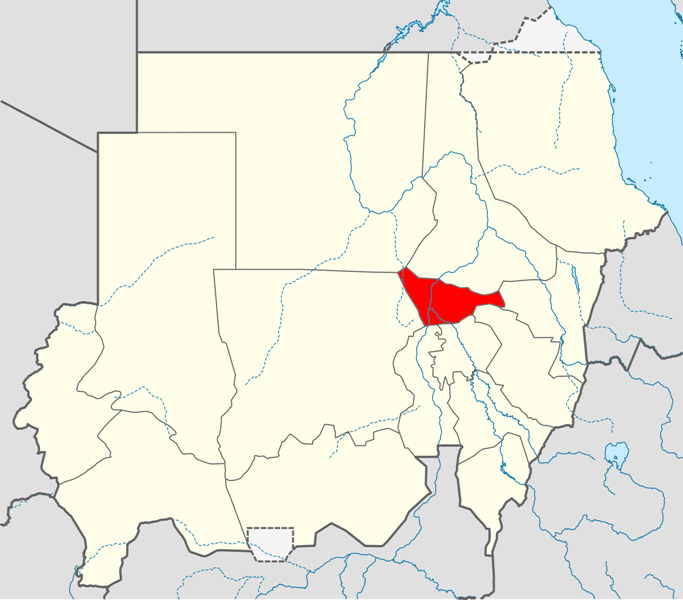
Delstatens läge i Sudan.

Khartoum (arabiska الخرطوم, al-Kharţūm) är en av Sudans 15 delstater (wilayat). Den administrativa huvudorten är Khartoum, landets huvudstad. En stor del av delstatens befolkning bor i Khartoums storstadsområde, vilket bland annat omfattar de jämnstora städerna Omdurman och Khartoum Bahri. Befolkningen uppgick till 5 274 321 invånare vid folkräkningen 2008, på en yta av 22 142 kvadratkilometer.

## Administrativ indelning
Delstaten är indelad i sju mahaliyya:
- Bahri
- Jabel Awliya
- Karari
- Khartoum
- Omdurman
- Oumbada
- Sharg al-Neel